# Lien Kuijper
Celina „Lien“ Johanna Kuijper, alias Thea van Zuylen, (geboren 4. März 1923 in Rotterdam; gestorben 27. August 1943 im KZ Auschwitz) war eine jüdische Widerstandskämpferin in den Niederlanden während der deutsche Besatzung im Zweiten Weltkrieg.

## Biographie
Lien Kuijper stammte aus einer jüdischen Familie der Mittelklasse. Ihre Eltern waren der Hutmacher Simon Jacob Kuijper (1891–?) und dessen Frau Julia Vecht  (1897–1943). Sie und ihr Zwillingsbruder Bob waren die ältesten Kinder der Familie; sie hatten noch einen jüngeren Bruder namens Hans. Kurz vor Beginne der deutschen Besatzung verlobte sich Kuijper mit dem jüdischen Grafiker Israel „Ies“ Joseph Davids (geb. 1918) aus Amsterdam. Sie selbst war Friseurin von Beruf.
Nachdem das Tragen des Davidsterns in den Niederlanden Pflicht geworden war, tauchten Davids und Kuijper unter. Monatelang floh Lenie Kuijper von Versteck zu Versteck. Im Jahr 1943 wurde sie von Henk und Jans Post (1906–1944) von der Landelijke Organisatie voor Hulp aan Onderduikers (LO) in Amsterdam-Zuid abgeholt und in deren Haus untergebracht. Post beschloss, Lien Kuijper in sein Netzwerk als Kurierin aufzunehmen; sie färbte sich ihre schwarzen Haare rot und operierte unter dem Alias-Namen Thea van Zuylen. In einem der Verstecke für Untergetauchte traf sie ihren Verlobten wieder, der sich auf das Fälschen von Personalausweisen spezialisiert hatte.
Als sich einige Untergetauchte am April-Mai-Streik 1943 beteiligten, schickte Jans Post Lien Kuijper zu allen Verstecken in der Gegend, um davon abzuraten. Nach dem Ende des Streiks am 3. Mai verschärfte sich die Situation: Untergrundkommandos verübten Anschläge und Raubüberfälle, und die Deutschen antworteten mit Razzien und anderen Repressalien. Post und seine engsten Mitarbeiter – darunter auch Liens Verlobte Ies Davids – versteckten sich in einem engen Versteck im Wald, das Thea als „Bronchitishütte“ bezeichnete. Sie selbst tauchte am 9. Juli in einem neuen Versteck in Nieuw-Amsterdam unter. Eine Woche später fuhr sie mit Post auf dem Fahrrad zu einer vermeintlich „sicheren“ Adresse in der Veluwe.
Jans Post und Lien Kuijper wurden am 16. Juli 1943 in der „Pension De Roo“ in Ugchelen von zwei niederländischen Polizisten verhaftet – Jan Lamberts und Jannes Doppenberg –, die zur Apeldoorner „Judenpolizei“ gehörten, und in der Polizeistation von Apeldoorn festgehalten. Post konnte zunächst entkommen, wurde aber umgehend erneut verhaftet, um am  18. Juli 1943 von einem Kriminalbeamten befreit zu werden. Lien Kuiper wurde aufgrund ihrer falschen Papiere zunächst als „Arierin“ Thea van Zuylen angesehen, jedoch dann als die Jüdin Lien Kuijper erkannt. Da sie bei ihrer Verhaftung verletzt worden war, wurde sie Anfang August in die Krankenstation des Durchgangslagers Westerbork verlegt. In diesem Lager befanden sich auch ihre Mutter und ihr Zwillingsbruder. Ein Versuch, sie mit Hilfe von Nico Viëtor zu befreien, scheiterte, da Kuijper sich weigerte, das Lager zu verlassen. Von Westerbork aus wurde sie in das KZ Auschwitz deportiert und unmittelbar nach ihrer Ankunft am 27. August 1943 mit Gas ermordet. Sie wurde 20 Jahre alt.
Von Lien Kuijpers engsten Verwandten überlebten nur ihr Vater und ihr jüngster Bruder den Krieg sowie ihr Verlobter Ies Davids. Ihre Kuriertätigkeit für die Gruppe-Post wurde nach ihrem Tod von Betty Trompetter fortgesetzt. Jans Post wurde 1944 von den Deutschen standrechtlich erschossen.
Der Polizist Jannes Doppenberg, der Kuijpers verhaftet hatte, wurde am 9. Oktober 1943 von Joop Abbink, einem Mitglied des Widerstands, in Apeldoorn niedergeschossen und starb am 20. Oktober. Zur Vergeltung erschossen die deutschen Besatzer am 16. Oktober 1943 den Pferdehändler Louis Dobbelmann im Rahmen der Operation Silbertanne. Sein Kollege Jan Lamberts wurde im November 1948 vom Bijzonder Gerechtshof in Assen wegen mehrfachen Mordes zum Tode verurteilt. Ein Begnadigungsgesuch wurde abgelehnt. Ein Jahr nach seiner Verurteilung wurde er in Groningen hingerichtet.